# マッセナ (戦艦)
|          | |
| 艦歴     | |
| 発注     | ロアール造船所 |
| 起工     | 1892年9月 |
| 進水     | 1895年7月 |
| 就役     | 1898年6月 |
| 退役     | 1915年11月 |
| その後   | ガリポリの戦いの際、1915年11月9日に防波堤として沈められる |
| 除籍     | |
| 前級     | ジョーレギベリ |
| 後級     | ブーヴェ |
| 性能諸元 | |
| 排水量   | 常備：11,735トン、満載：-トン |
| 全長     | 117.1m 116.0m(水線長) |
| 全幅     | 20.3m |
| 吃水     | 8.2m |
| 機関     | ラグラフ・ダル式石炭専焼水管缶24基 +ロアール・サンデニ式直立型三段膨張式レシプロ機関 3基3軸推進                                                                            |
| 最大出力 | 13.500hp |
| 最大速力 | 18ノット |
| 航続距離 | 10ノット/4,600海里(石炭：635トン) |
| 乗員     | 610～667名 |
| 兵装     | Model 1893 30.5cm(40口径)単装砲2基 Model 1893 27cm(45口径)単装砲2基 Model 1888-91 14cm(45口径)単装速射砲8基 10cm単装速射砲8基 47mm単装速射砲14基 45cm水中魚雷発射管単装4基 |
| 装甲     | 舷側：245～450mm（水線面主装甲） 甲板：68mm(水平面) 主砲防盾：400(前盾)、345mm(側盾) 副砲塔：100mm(前盾) バーベット：-mm                                                   |

マッセナ (Masséna) は、フランス海軍が建造した前弩級戦艦であるが、フランス海軍では依然として「艦隊装甲艦」呼称しており装甲艦とは区別はしていない。設計者は造船提督ルイス・マリー・アンヌ・ド・ビュシィで同時期に世界初の装甲巡洋艦である「デュピュイ・ド・ローム」を設計し、軍艦史に名を残した人物である。そのため本艦とデュピュイ・ド・ロームは外観・内部構造に共通点が多く、本艦も戦艦史上初の三軸推進艦となった。なお、艦名はナポレオン戦争時代の軍人アンドレ・マッセナ(André Masséna)に因む。同型艦はない。

## 艦形

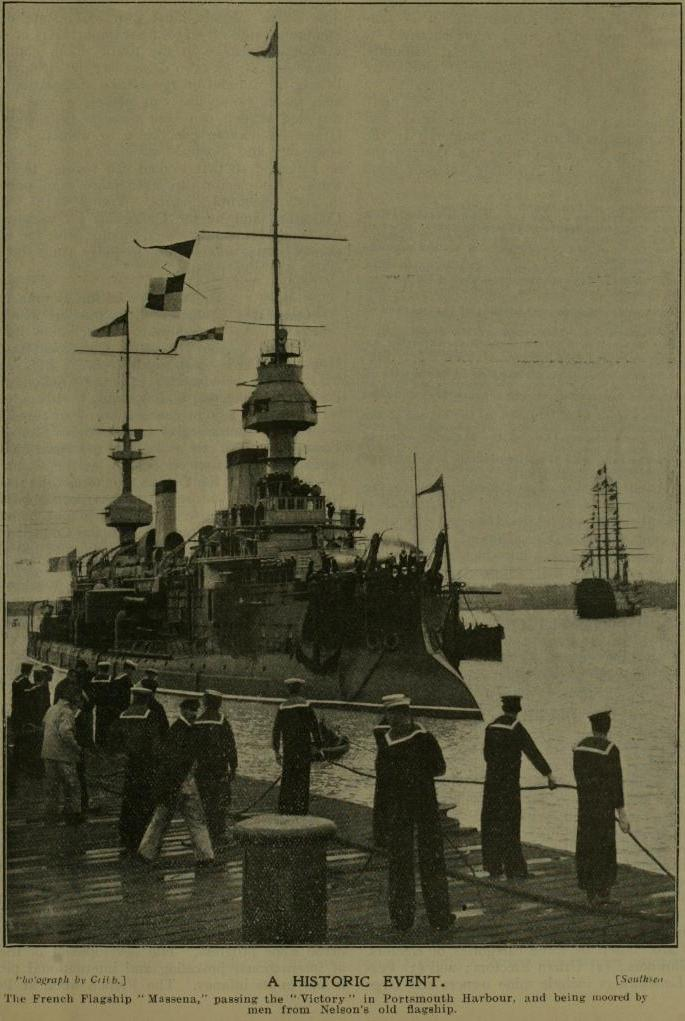
艦首方向から見たマッセナ

マッセナは、その建造過程で1000トン以上重量を超過して就役したため、水線装甲帯が殆ど水中に没した上、さらに重量のあるミリタリーマストや、極端なタンブルフォームの船形により深刻な安定性の問題をはらんだ艦であり、失敗作であったと考えられている。
基本的な設計は前述の通り「デュピュイ・ド・ローム」と似ており、船体形状は再び顕著なタンブル・ホーム型船体となっている。これは、水線部から上の構造を複雑な曲線を用いて引き絞り、船体重量を軽減できる船体方式で、他国では帝政ロシア海軍やドイツ海軍、アメリカ海軍の前弩級戦艦や巡洋艦にも採用された。外見上の特徴として水線下部の艦首・艦尾は著しく突出し、かつ舷側甲板よりも水線部装甲の部分が突出すると言った特徴的な形状をしている。このため、水線下から甲板に上るに従って船体は引き絞られ甲板面積は小さくなっている。これは、備砲の射界を船体で狭められずに広い射界を得られることや、当時の装甲配置方式では船体の前後に満遍なく装甲を貼る「全体防御方式」のために船体が短くなればその分だけ装甲を貼る面積が減り、船体の軽量化が出来るという目的に採られた手法である。
水線部が著しく突出した艦首から艦首甲板に30.5cm単装主砲塔が1基、司令塔を組み込んだ艦橋からミリタリーマストが立つ。ミリタリーマストとはマストの上部あるいは中段に軽防御の見張り台を配置し、そこに37mm～47mmクラスの機関砲(速射砲)を配置した物である。これは、当時は水雷艇による奇襲攻撃を迎撃するために遠くまで見張らせる高所に対水雷撃退用の速射砲あるいは機関砲を置いたのが始まりである。形状の違いはあれどこの時代の列強各国の大型艦には必須の装備であった。
本艦のミリタリーマストは頂部には二層式の見張り台があり、下段に4.7cm機関砲が前後左右に1基ずつ計4基、上部にも4.7cm機関砲が3基ずつ配置され、後部ミリタリーマストも同形式である。前部ミリタリー・マストの背後には断面図が小判型の煙突が前後に間隔を空けて二本立つ。煙突の周囲には艦内や機関に外気を入れるためのキセル型通風筒が片舷に5本ずつ計10本立っている。空いたスペースが艦載艇置き場となっている。2番煙突の背後に後部ミリタリー・マストが立ち、その後ろに30.5cm単装主砲塔が後向きに1基配置された。また、甲板一段分下がった舷側には27cmという大口径の単装副砲塔が船体中央部に片舷1基ずつ計2基置かれ、27cm副砲塔を囲むように等間隔に14cm単装砲塔が片舷4基計8基が配置された。この配置により艦首尾線方向に最大30.5cm砲1門、27cm砲2門、14cm砲4門が指向でき、左右方向には最大30.5cm砲2門、24cm砲1門、14cm砲4門が指向でき強力な火力を誇っていた。

## 参考図書
「世界の艦船増刊第38集　フランス戦艦史」(海人社)